# ウラジーミル・ヴラソフ
ウラジーミル・ヴラソフ（ロシア語: Владимир Александрович Власов、Vladimir Alexandrovich Vlasov、1903年1月7日 - 1986年9月7日）は、ロシアの作曲家。
モスクワ出身。1924年から1931年までモスクワ音楽院で、ゲオルギー・カトゥアールらについて学んだ。1936年にフルンゼ（現在のビシュケク）に音楽演劇劇場が設立されると音楽監督になり、1942年まで務めた。その後、1942年から1949年までモスクワ・フィルハーモニーの音楽監督を務めた。多くのオペラを作曲したことで知られ、ロシア・ソビエト連邦社会主義共和国とキルギス・ソビエト社会主義共和国の人民芸術家の称号を得た。またウラジーミル・フェレ、アブディラス・マルディバエフとともにキルギス・ソビエト社会主義共和国の国歌も作曲した。